# Montserrat Bellés
Montserrat Bellés Sagarminaga (23 de novembre de 1943, Vinaròs (Castelló) - 16 de setembre de 1998, Alacant) va ser una compositora castellonenca.

## Biografia
Monserrat Bellés va néixer a Vinaròs, Castelló. Va cursar estudis musicals de piano, harmonia, contrapunt, fuga i composició en el Conservatori Superior de Música de Madrid, sent els seus professors de composició Ángel Arias, Cristóbal Halffter, Calés i Gerardo Gombau. Tant el 1969 com el 1971 va ser becada per la Dotació d'Art Castellblanch per a assistir als cursos de la Accademia Musicale Chigiana de Siena, on va treballar amb Goffredo Petrassi, Boris Porena i Franco Donatoni. Va ser finalista del Premi Roma de Composició, al 1969, convocat per la Secció de Música de la Reial Acadèmia de Belles Arts de Sant Fernando.
A Madrid va exercir el càrrec de professora de solfeig i catedràtica d'harmonia en el Conservatori Professional de Música Amaniel i a partir de 1970, en el Real Conservatori Superior de Música i, a Alacant, en el Conservatori Superior Óscar Esplá, d'on també va ser directora.
Va morir a Alacant el 16 de setembre de 1998.

## Obres
Les seves obres estan escrites, en la seva gran majoria, per a solistes o grups de cambra.
La seva obra principal, Ombres, per a clau i guitarra, està basada en el quadre de Francisco de Goya Duel a garrotades. Altres obres són el duo Música per a dotze cordes; Anielma, per a solista i Tríptic de l'amor. I també Sis estructures, Eteri, Siules, Tensió, Música per a un silenci…

## Reconeixements
El 24 de setembre de 1999, en el XXV Festival Internacional de Música d'Alacant, pocs mesos després de la seva mort, es va fer un homenatge en memòria seva on es van interpretar algunes de les seves obres de cambra.
L'any 2019 es va celebrar una exposició i es va publicar un llibre sobre compositores oblidades, entre les quals es troba.